# Маркус Јункелман
Маркус Јункелман (Минхен, 2. октобар 1949) је немачки историчар и експериментални археолог.

## Живот и дело
Јункелман је студирао историју на Универзитету Лудвиг Макимилиан у Минхену и дипломирао је 1971. године, а 1979. је докторирао са тезом о војним достигнућима Максимилијана II (1662-1726) (наслов оригинала: Kurfürst Max Emanuel von Bayern als Feldherr). Након тога је радио на универзитету на ком је студирао и за војни музеј у Инголштату.
У осамдесетим годинама 20. века, Јункелман постаје познат у Немачкој, због свог рад у експерименталној археологији. Он је реконструисао и тестирао римско оружје и војну опрему. Године 1985. када се славило 2000 година Аугзбурга, он је организовао велику експерименталну реконструкцију живота и услова рада римских легионара. Експеримент се састојао од марша из Вероне у Аугзбург, укључујући прелазак преко Алпа, који је трајао месец дана. За време пута, коришћена је само оригинална римска опрема и група је радила уобичајне задатке легионара. Касније Јункелман наставља да прави сличне експерименте везане за римску коњицу. Написао је неколико књига и снимио неколико документараца о својим археолошким експериментима. Године 1997. добио је награду Церам, за своју књигу о исхрани римских војника (наслов оригинала: Panis militaris: Die Ernährung des römischen Soldaten oder der Grundstoff der Macht).

## Радови

### Књиге и остали радови
- Kurfürst Max Emanuel von Bayern als Feldherr, (Dissertation von 1979).
- Napoleon und Bayern. Von den Anfängen des Königreiches, Pustet, Regensburg. 1984.  978-3-7917-0929-1.
- Die Legionen des Augustus. Der römische Soldat im archäologischen Experiment, Verlag Philipp von Zabern, Mainz 1986 (Kulturgeschichte der antiken Welt, Bd. 33).  978-3-8053-0886-1.
- Morgenröte am Potomac: Der amerikanische Bürgerkrieg, Schweizer Verlagshaus, Zürich. 1987.  978-3-7263-6520-2.
- Nach dem Sturm: Aufbruch einer Nation: Die USA nach dem Bürgerkrieg, Schweizer Verlagshaus, Zürich. 1990.  978-3-7263-6585-1.
- Die Reiter Roms. Teil 1, Reise, Jagd, Triumph und Circusrennen, von Zabern, Mainz 1990 (Kulturgeschichte der antiken Welt, Bd. 45).  978-3-8053-1006-2. (Neuauflage 2008)
- Die Reiter Roms. Teil 2, Der militärische Einsatz, von Zabern, Mainz 1991 (Kulturgeschichte der antiken Welt, Bd. 49).  978-3-8053-1139-7. (Neuauflage 2008)
- Die Reiter Roms. Teil 3, Zubehör, Reitweise, Bewaffnung, von Zabern, Mainz 1992 (Kulturgeschichte der antiken Welt, Bd. 53).  978-3-8053-1288-2. (Neuauflage 2008)
- Der amerikanische Bürgerkrieg 1861—1865., Weltbild-Verlag, Augsburg. 1992.  978-3-89350-355-1.
- Die Eroberung des Westens. Die USA nach dem Bürgerkrieg 1865—1890., Weltbild-Verlag, Augsburg. 1993.  978-3-89350-561-6.
- Gustav Adolf (1594-1632): Schwedens Aufstieg zur Großmacht, Pustet, Regensburg. 1993.  978-3-7917-1397-7.
- Dollinger - Das Buch zum Spiel, Verlag der Mittelbayerischen Zeitung, Regensburg, 1995
- Reiter wie Statuen aus Erz, Verlag Philipp von Zabern, Mainz 1996 (Zaberns Bildbände zur Archäologie / Antike Welt, Sonderband).  978-3-8053-1821-1.
- Panis militaris. Die Ernährung des römischen Soldaten oder der Grundstoff der Macht, Verlag Philipp von Zabern, Mainz 1997 (Kulturgeschichte der antiken Welt, Bd. 75).  978-3-8053-2332-1.
- Römische Helme (mit Beiträgen von John Pollini und Günther E. Thüry, hrsg. von Hermann Born), Sammlung Axel Guttmann, Verlag Philipp von Zabern, Mainz. 2000.  978-3-8053-1670-5.
- Römische Kampf- und Turnierrüstungen, Sammlung Axel Guttmann (zusammen mit Hermann Born), Verlag Philipp von Zabern, Mainz. 1997.  978-3-8053-1668-2.
- Arte & Marte Theatrum belli. Die Schlacht bei Höchstädt 1704 und die Schlösser von Schleißheim und Blenheim, Bautz, Traugott, Herzfeld. 2000.  978-3-88309-083-2.
- Aus dem Füllhorn Roms. 34 Originalrezepte aus der römischen Küche, Verlag Philipp von Zabern, Mainz. 2000.  978-3-8053-2686-5.
- Das Spiel mit dem Tod. So kämpften Roms Gladiatoren, Verlag Philipp von Zabern, Mainz 2000 (Zaberns Bildbände zur Archäologie).  978-3-8053-2563-9. (Neuauflage 2008)
- Hollywoods Traum von Rom. "Gladiator" und die Tradition des Monumentalfilms, von Verlag Philipp von Zabern, Mainz 2004 (Kulturgeschichte der antiken Welt, Bd. 94).  978-3-8053-2905-7.
- Das greulichste Spectaculum. Die Schlacht von Höchstädt 1704. Hefte zur Bayerischen Geschichte und Kultur Bd. 30, hrsg. vom Haus der Bayerischen Geschichte. 2004.  978-3-927233-90-4.
- Was ist was: Gladiatoren. Kämpfer der Arena (für Kinder), Tessloff Verlag, Nürnberg. 2005.  978-3-7886-0422-6.

### Видео документарци
- Bilder aus der deutschen Vergangenheit. Der deutsche Soldat (Bayerischer Rundfunk, 1986 – zahlreiche Wiederholungen)
- Der Römerschatz von Sorviodurum. Das Gäubodenmuseum Straubing (Landesstelle für die nichtstaatlichen Museen/Bayerischer Rundfunk, 1994)
- Gerichte mit Geschichte. Römische Küche im alten Bayern. Film von Werner Teufl und Dr. Marcus Junkelmann (Bayerisches Fernsehen, 2000 – auch als Video)